# Linia kolejowa Mosty u Jablunkova – Bohumín
linia kolejowa Mosty u Jablunkova – Bohumín – linia kolejowa w południowej części kraju morawsko-śląskiego. Linia kolejowa na całej długości jest dwutorowa i zelektryfikowana.

## Historia
Linia kolejowa poprowadzona od Bogumina przez Orłowę do Cieszyna została otwarta 1 lutego 1869 roku. Kolejny odcinek linii kolejowej poprowadzony do Żyliny został otwarty 8 stycznia 1871 roku. W grudniu przedłużono ją do Koszyc, a tak powstałą linię nazwano koleją koszycko-bogumińską. Na odcinku zbudowano pod Przełęczą Jabłonkowską tunel o długości ponad 600 metrów. Linia kolejowa w późniejszym okresie została przebudowana na odcinek dwutorowy. Od 30 września 1915 roku funkcjonowała całkowicie jako szlak dwutorowy. W latach 60. XX wieku przebieg linii kolejowej został zmieniony, omijając Orłową i wybierając zaś szlak na północ przez Lutynię Dolną i Dziećmorowice. Zlikwidowano także dworzec w Karwinie i okoliczne przystanki oraz wybudowano nowoczesny dworzec Karviná hlavní nádraži, dodatkowo linia kolejowa w 1964 roku została zelektryfikowana. W 2007 roku została rozpoczęta modernizacja odcinka z Bystrzycy do granicy czesko-słowackiej w Mostach koło Jabłonkowa wraz z przebudową tunelu pod Przełęczą Jabłonkowską. W 2009 roku została rozpoczęta modernizacja odcinka od Bystrzycy do Czeskiego Cieszyna zakończona w 2013 roku. Linia kolejowa jest elementem III korytarza tranzytowego kolei czeskich o prędkości maksymalnej 160 km/h.